# 今岡工業
今岡工業株式会社（いまおかこうぎょう）は、島根県出雲市に本社を置く建設会社である。

## 主要事業所
- 本社 - 島根県出雲市塩冶神前2-8-16
- 松江営業所 - 島根県松江市美保関町
- 鳥取営業所 - 鳥取県米子市米原
- 大田営業所 - 島根県大田市大田町大田ロ

## 沿革
- 1945年 - 今岡工務所を創業。
- 1950年 - 有限会社今岡工業所に組織変更。
- 1955年 - 今岡工業株式会社に組織変更。

## グループ会社
- 日発工業株式会社（建設事業等）
- 日発技研株式会社（測量･地質調査事業等）
- 株式会社共栄採石（採石事業等）
- 株式会社日発オートセンター（自動車販売･整備事業等）
- 株式会社イマコウランド（飲食店･温泉施設事業等）
- 株式会社出雲会館（センターボウル）（ボウリング場運営等）
- 有限会社ファミリーフーズ（弁当販売事業等）
- ホテルリッチガーデン（サウナオアシス、岩盤浴UBUD、和食処 神苑）
- 一般財団法人今岡美術館